# القائم بأمر الله الفاطمي
محمد بن عبيد الله بن الحسين القائم بأمر الله الخليفة الفاطمي الثاني والإمام الثاني عشر في سلسلة أئمة الشيعة الإسماعيلية. تولى الخلافة عام 322 هجري بعد وفاة ابيه عبيد الله المهدي.
في نفس العام الذي تولى فيه الحكم توجه جيش الفاطميين إلى الإسكندرية في مصر التي كانت تحت حكم الإخشيد ولكن لحقت بالفاطميين هزيمة ولم يتمكنوا من دخولها. وفي عهده أيضا غزا الأسطول الفاطمي جنوة الإيطالية وجزيرة سردينيا. وفي عهده كانت مقاتلة ثورة الخوارج التي كانت بزعامة ابن كيداد في وادي الملح ولكن بقتل القائد الفاطمي ويستمر ابن كيداد في توسعاته.
توفي عام 334 هجري وخلفه ابنه المنصور إسماعيل.